# Sivaladapidae
Sivaladapidae é uma família extinta de primatas Adapiformes da Ásia. Eles sobreviveram mais do que qualquer outro primata Adapiformes porque foram capazes de se deslocar para o sul à medida que o clima esfriava. Seus restos datam do Eoceno ao Mioceno.

## Classificação
- Família Sivaladapidae
  - Subfamília Sivaladapinae
  - Subfamília Hoanghoniinae
  - Subfamília Anthradapinae
    - Gênero Anthradapis

  - incertae sedis
    - Gênero Guangxilemur
    - Gênero Kyitchaungia
    - Gênero Laomaki
    - Gênero Paukkaungia
    - Gênero Ramadapis
    - Gênero Siamoadapis
    - Gênero Yunnanodapis